# 45 Євгенія
45 Євгенія — астероїд головного поясу, відкритий 27 червня 1857 року.
Тіссеранів параметр щодо Юпітера — 3,345.